# 맥아더쥐여우원숭이
맥아더쥐여우원숭이(Microcebus macarthurii)는 마다가스카르의 마키라 자연공원 동부의 강 사이에서만 유일하게 알려져 있는 쥐여우원숭이의 일종이다. 이 종의 이름은 이 종의 발견을 포함한 연구에 재정 지원을 한 맥아더 재단의 창립자를 기리기 위해 지어졌다.